# Ammotrechula lacuna
Espèce
Ammotrechula lacuna est une espèce de solifuges de la famille des Ammotrechidae.

## Distribution
Cette espèce est endémique du Nevada aux États-Unis. Elle se rencontre vers Mercury.

## Description
La femelle holotype mesure 9,0 mm et la femelle paratype 10,0 mm.

## Publication originale
- Muma, 1963 : Solpugida of the Nevada Test Site. Brigham Young University Science Bulletin. Biological series, vol. 3, no 2, p. 1-15.